# Polystemonanthus dinklagei
Polystemonanthus dinklagei är en ärtväxtart som beskrevs av Hermann August Theodor Harms. Polystemonanthus dinklagei ingår i släktet Polystemonanthus och familjen ärtväxter. Inga underarter finns listade i Catalogue of Life.